# Code Red (Monica)
Code Red è l'ottavo album in studio della cantante statunitense Monica, pubblicato nel dicembre 2015.

## Tracce
1. Code Red (featuring Missy Elliott & Laiyah) – 4:24
2. Just Right for Me (featuring Lil Wayne) – 3:20
3. Love Just Ain't Enough (featuring Timbaland) – 3:22
4. Call My Name – 4:13
5. I Know – 3:18
6. All Men Lie (featuring Timbaland) – 2:32
7. Deep – 3:54
8. Hustler's Ambition (featuring Akon) – 4:18
9. Alone in Your Heart – 3:35
10. Suga – 3:21
11. Ocean of Tears – 3:56
12. Saints & Sinners – 4:03
13. I Miss Music – 3:13
14. Anchor – 5:01